# Ridolfino Venuti
Ridolfino Venuti, né à Cortone, en novembre 1705 et mort à Rome le 30 mars 1763, est un archéologue et étruscologue italien, auteur d'études sur la civilisation étrusque.

## Biographie
Ridolfino Venuti naquit en 1703 à Cortone, d’une famille patricienne, moins illustre encore par l’éclat de son rang que par le grand nombre d’hommes distingués qu’elle a fournis. Ridolfino montra de bonne heure des dispositions rares pour l’étude. Après avoir terminé ses cours, il embrassa l’état ecclésiastique et vint à Rome perfectionner ses connaissances par l’examen des monuments et par la fréquentation des artistes et des savants. Ses premiers ouvrages, en attestant ses progrès dans les différentes branches de l’archéologie, étendirent sa réputation jusque dans les pays étrangers, et les plus célèbres académies de l’Europe s’empressèrent de se l’associer. Il fut nommé, par le pape Benoît XIV, président de la commission des monuments antiques et garde du cabinet du Vatican. Le pape Clément XII se proposait de l’élever à de nouveaux honneurs, quand il fut frappé par une mort imprévue, le 30 mars 1763, à un âge qui faisait espérer de le voir jouir encore longtemps de la gloire qu’il s’était acquise par ses travaux. En 1800, son buste de marbre fut placé au Panthéon par les soins du chevalier Dominique Venuti, son neveu et l’héritier de ses talents.

## Œuvres

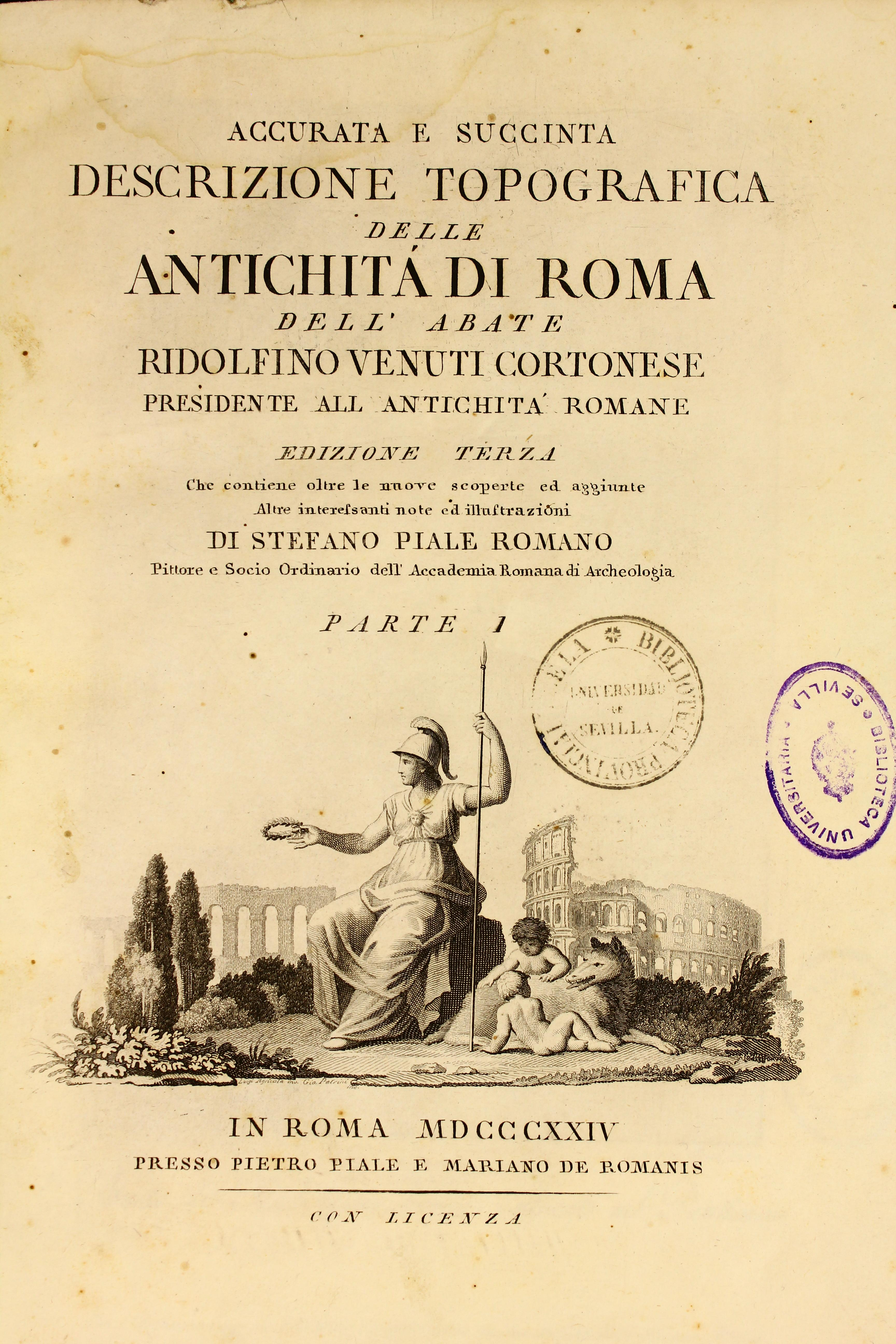
Accurata e succinta descrizione topografica delle antichita di Roma, Rome, 1824

Outre une foule de dissertations, dans les Mémoires de l’académie de Cortone, dont il fut l’un des fondateurs, dans le Giornale romano de Pagliarini, qu’il rédigea de 1742 à 1744, et enfin les notes dont il a enrichi le Musæum Cortonense, 1750, in-fol., et la seconde édition du Musæum Capitolinum, les principaux ouvrages de Ridolfino sont :
- Osservazioni sopra un’antica iscrizione, aggiunta al museo Corsini, 1733, in-4°. Cette inscription se trouvait sur un autel antique, découvert la même année.
- Dissertazione sopra un cameo di myl. Walpole rappresentante l’ostracismo de’ Greci, sans date, in-4°.
- Collectanea antiquitatum romanarum centum tabulis incisarum et notis illustratarum, Rome, 1736, grand in-fol. obl., ouvrage recherché. Les gravures sont d’Antonio Borioni et les explications de Ridolf. Venuti. Quelques-unes de ses remarques ayant été critiquées par J.-Chrys. Scarfo, le savant antiquaire lui répondit par un opuscule que son frère Filippo fit imprimer à Paris, en 1740, in-4°.
- Antiqua numismata maximi moduli ex museo Alex. card. Albani in Vaticana biblioth. translata, Rome, 1739-1744, 2 vol. in-fol., fig., rare et recherché. C’est la notice détaillée des médailles acquises par Ridolfino pour le cabinet du Vatican.
- Numismata romanorum pontificum a Martino V ad Benedictum XIV aucta et illustrata, ibid., 1744, in-4°.
- Ragionamento sopra un frammento d’un antico diaspro intagliato, ibid., 1747, in-4°, fig.
- Osservazioni sopra il fiume Clitunno del suo culto, etc., ibid., 1753, in-4°, fig., dissertation pleine de recherches curieuses.
- Spiegazione de’ bassirilievi che si osservano nell’urna sepolcrale d’Aless. Severo, ibid., 1756, in-4°, fig.
- Marmora albana, sive conjecturæ in duas inscriptiones gladiatorias collegii Silvani, 1756, in-4°.
- la Favola di Circe rappresentata in un antico bassorilievo di marmo, ibid., 1758, in-4°.
- De dea Libertate ejusque cultu apud Romanos et de libertinorum pileo, ibid., 1762, in-4°.
- Accurata è succinta descrizione topografica delle antichità di Roma, ibid., 1763, 2 vol. in-4° ; 2e édit., 1803. La seconde édition est augmentée des découvertes faites depuis la mort de Ridolfino. Le premier volume est orné de son buste, d’après celui qu’on voit en marbre au Panthéon, avec l’inscription placée au-dessous, par l’abbé Luigi Gaetano Marini, bibliothécaire du Vatican. Cet ouvrage est l’un des meilleurs que puissent consulter les archéologues pour se faire une juste idée de toutes les richesses que Rome possède en antiquités.
- Accurata descrizione topografica ed istorica di Roma moderna, ibid., 1766, 2 vol. in-4°. C’est une suite de l’ouvrage précédent. Elle ne parut qu’après la mort de l’auteur.
- Vetera monumenta quæ hortis in cælimontanis et in ædibus Mathæiorum observantur, collecta et notis illustrata, ibid., 1779, 3 vol. in-fol. Ce bel ouvrage, que Ridolfino laissa incomplet, fut achevé et publié par Giovanni Cristofano Amaduzzi.